# Riesenstein von Haldorf

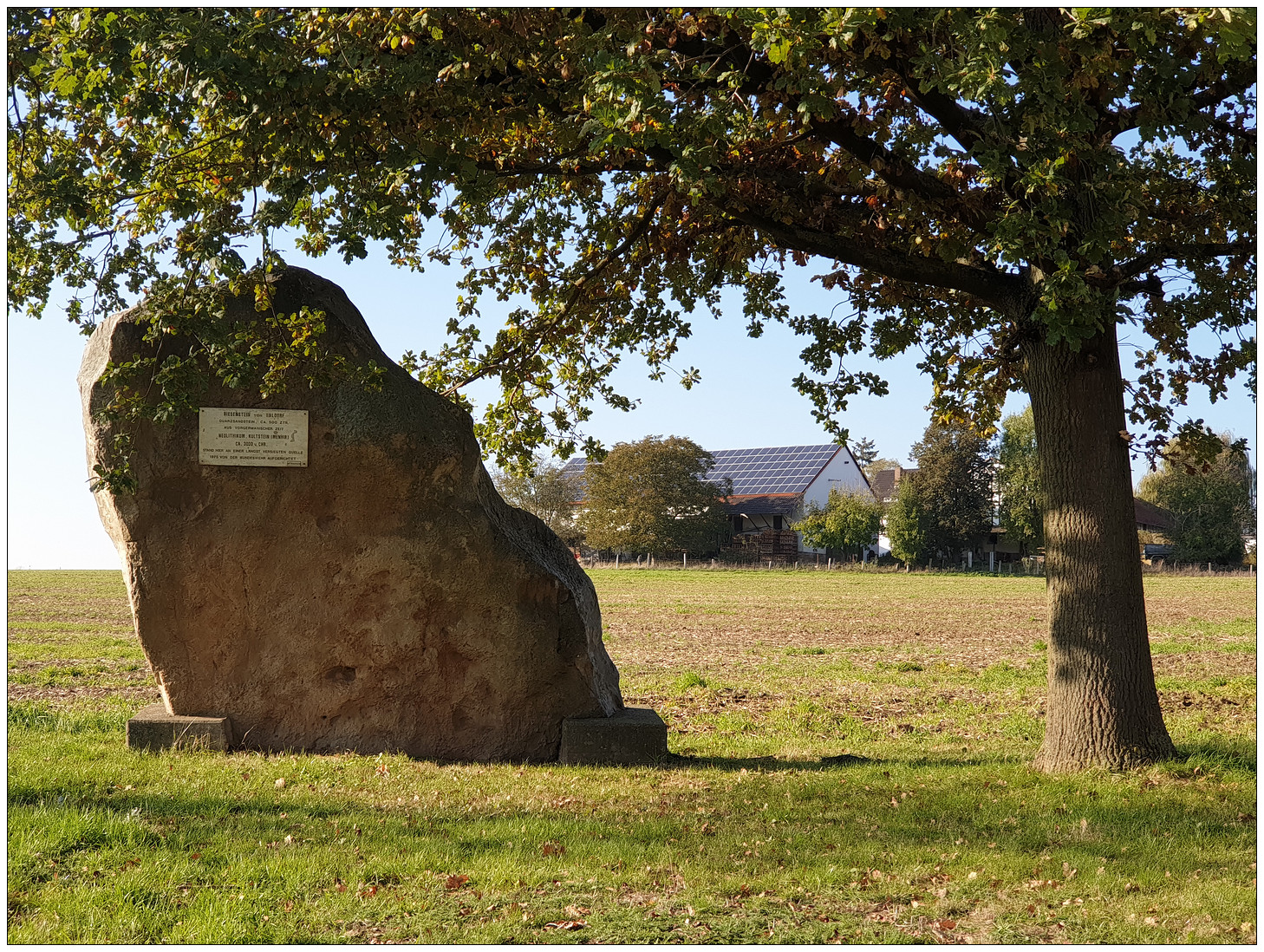
Der Riesenstein von Haldorf

Der Riesenstein von Haldorf ist ein Menhir im Ortsteil Haldorf der Gemeinde Edermünde im nordhessischen Schwalm-Eder-Kreis.
Die Existenz des Findlings, eines Menhirs, vermutlich aus dem 3. Jahrtausend v. Chr., auf dem Ackerland unterhalb des Hofes Dünzebach war bereits vor 1900 bekannt, da man an der Stelle keine Weidepfähle einschlagen konnte und beim Pflügen stets auf die Steinplatte stieß. 
1961 wurde der Stein freigelegt und seine Ausmaße wurden abgesteckt. 1975 wurde er von der Bundeswehr mit Hilfe eines Bergepanzers bei einer versiegten Quelle am südwestlichen Ortsrand von Haldorf, etwa 30 m südlich seiner Fundstelle, aufgerichtet und eingefasst. 
Der Quarzsandstein ist 5,4 m hoch, 3,2 m breit und bis zu 1,1 m dick und hat ein Gewicht von ca. 25 Tonnen. Im Umfeld des Fundorts kommt kein natürlicher Quarzit vor.